# Sestrički Liberti
Sestrički Liberti (Сестрички Либерти) è un film del 1990 diretto da Vladimir Grammatikov.

## Trama
Il film racconta di due gemelle di nome Vera e Ljuba, invitate a posare per le foto in stile Art Nouveau.